# كايم
كايم بلدية في ولاية باهيا في المنطقة الشمالية الشرقية من البرازيل.